# San Bonifacio (Italia)
San Bonifacio es una localidad y comune italiana de la provincia de Verona, región de Véneto, con 20.191 habitantes.

## Evolución demográfica
| Gráfica de evolución demográfica de San Bonifacio entre 1861 y 2001 |
|                                                                     |
| Fuente ISTAT - elaboración gráfica de Wikipedia                     |

## Economía
Este es una zona de producción del vino Soave.
En el lugar se encuentran empresas líderes en su sector como el Grupo Ferroli S.p.A. en la producción de calderas y sistemas de calefacción, casa matriz de Cointra-Godesia.